# Veliki Popovac
Veliki Popovac (em cirílico:Велики Поповац) é uma vila da Sérvia localizada no município de Petrovac na Mlavi, pertencente ao distrito de Braničevo, na região de Mlava. A sua população era de 1217 habitantes segundo o censo de 2009.

## Demografia
| 1948  | 1953  | 1961  | 1971  | 1981  | 1991  | 2002  |
| ----- | ----- | ----- | ----- | ----- | ----- | ----- |
| 1 864 | 1 941 | 1 921 | 1 770 | 1 582 | 1 672 | 1 244 |